# 毛利元恒

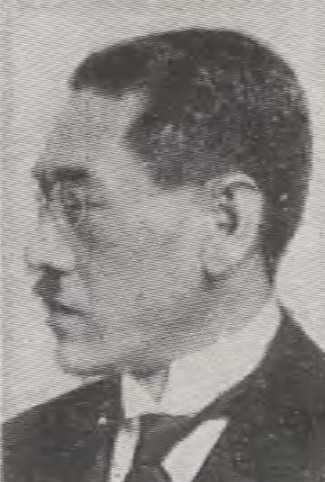
毛利元恒

毛利 元恒（もうり もとつね、1890年（明治23年）7月20日 - 1966年（昭和41年）7月28日）は、大正から昭和期の実業家、政治家、華族。貴族院子爵議員。

## 経歴
子爵・毛利元忠の長男として生まれる。父の死去に伴い、1914年（大正3年）1月29日に子爵を襲爵した。
東京府立第四中学校を修了。1925年（大正14年）小野田セメント製造取締役となる。以後、三岐鉄道監査役、藤田合名会社顧問などを務めた。
1930年（昭和5年）9月27日、補欠選挙で貴族院子爵議員に選出され、研究会に所属して活動し1939年（昭和14年）7月9日まで2期在任した。

## 親族
- 妻：愛子（内藤政潔長女）[1]
- 長男：元茂[1]